# Wissenschaftsverbund Vierländerregion Bodensee
Der Wissenschaftsverbund Vierländerregion Bodensee ist ein Wissenschaftverbund von 25 europäischen Hochschulen in der Bodenseeregion.

## Überblick
Der Wissenschaftsverbund wurde als Europäischer Verbund für Territoriale Zusammenarbeit mbH gegründet. Sein Sitz ist an der Universität Konstanz.
Er übernahm die Aufgaben der Internationalen Bodensee-Hochschule, die zum 31. Dezember 2022 aufgelöst wurde, und nahm zum 28. Dezember 2022 seine Arbeit auf.
Der Wissenschaftsverbund organisiert und unterstützt die Kooperation von 25 Universitäten und Hochschulen in der "Vierländerregion" Bodensee (die drei Bodensee-Anrainer und Liechtenstein). Internationale Spitzenuniversitäten, Fachhochschulen, Pädagogische Hochschulen sowie Kunst- und Musikhochschulen arbeiten unter seinem Dach hochschultypen- und grenzübergreifend zusammen. Mehr als 20.000 Forschende arbeiten an den Mitgliedshochschulen. Sie umfassen rund 115.000 Studierende. Der Wissenschaftsverbund ist beim Europäischen Ausschuss der Regionen registriert.
Das Anliegen des Wissenschaftsverbunds ist es, gemeinsam mit Experten aus der Praxis Lösungen für die aktuellen und zukünftigen Herausforderungen der Vierländerregion zu erarbeiten, zu erproben und zu implementieren. Er unterstützt seine Mitglieder und Partner durch Projektförderungen und Angebote zur Kompetenzentwicklung. Ein weiterer Arbeitsschwerpunkt ist die Vernetzung der Universitäten und Hochschulen in der Vierländerregion– sei es in der angewandten Forschung, über gemeinsame Lehr- und Studienangebote oder durch die Kooperation der Verwaltungen.
Die Internationale Bodensee-Konferenz (IBK) hat die Vorgängerorganisation des Wissenschaftsverbunds gemeinsam mit den Hochschulen gegründet und mehr als 20 Jahre als Projekt geführt. Nach der Gründung des Wissenschaftsverbunds arbeiten IBK und Wissenschaftsverbund auf der Grundlage einer Kooperationsvereinbarung zusammen. Die IBK fördert die Aktivitäten des Wissenschaftsverbunds auf der Basis von Leistungsvereinbarungen.

## Vorsitz und Organe
Gründungsvorsitzender des Wissenschaftsverbunds ist Gernot Brauchle (PH Vorarlberg). Mitglieder des Vorstands sind: Mechtild Becker (HS Kempten), Horst Biedermann (PH St.Gallen), Dorothea Debus (Universität Konstanz) und Sabine Rein (HTWG Konstanz). Geschäftsführer ist Markus Rhomberg, stellvertretende Geschäftsführerin ist Alexandra Hassler.
Grundlage des Handelns des Wissenschaftsverbunds sind Übereinkunft und Satzung.

## Mission und Arbeitsschwerpunkte
Aus seiner Vorgängerorganisation verfügt der Wissenschaftsverbund über mehr als 20 Jahre Erfahrung und Expertise in der Förderung der Zusammenarbeit von Wissenschaft, Wirtschaft, Politik und Gesellschaft. In dieser Zeit ist ein breites und grenzüberschreitendes Netzwerk von Akteuren aus der Wissenschaft und der Praxis entstanden. In den kommenden Jahren soll der grenzüberschreitende Wissens- und Technologietransfer weiter gestärkt und Wissenschaft und Praxis noch stärker verknüpft werden.
Dies soll mit folgenden Ansätzen erreicht werden:
1. Identifikation der drängenden Themen und Potenziale der Vierländerregion Bodensee
2. Förderung und Begleitung kollaborativer Projekte
3. Unterstützung beim Netzwerkaufbau
4. Kompetenzentwicklung für Kollaboration und gesellschaftliche Wirkung[10]

## Mitglieder des Wissenschaftsverbunds

### Schweiz
- OST – Ostschweizer Fachhochschule
- Zürcher Hochschule der Künste ZHdK
- ZHAW Zürcher Hochschule für Angewandte Wissenschaften
- Universität Zürich
- Universität St.Gallen
- HfH Interkantonale Hochschule für Heilpädagogik
- Pädagogische Hochschule St.Gallen
- Pädagogische Hochschule Schaffhausen
- Pädagogische Hochschule Thurgau
- Pädagogische Hochschule Zürich
- SHLR Schweizer Hochschule für Logopädie Rorschach

### Deutschland
- Zeppelin Universität Friedrichshafen
- Universität Konstanz
- Staatliche Hochschule für Musik Trossingen
- Duale Hochschule Baden-Württemberg DHBW
- Hochschule Albstadt-Sigmaringen
- Hochschule Furtwangen
- Hochschule Kempten
- Hochschule Konstanz HTWG
- RWU – Hochschule Ravensburg-Weingarten
- Pädagogische Hochschule Weingarten

### Österreich
- Stella Vorarlberg Privathochschule für Musik
- Fachhochschule Vorarlberg
- Pädagogische Hochschule Vorarlberg

### Liechtenstein
- Universität Liechtenstein